# Вуснам, Сэм
Саманта Джейн «Сэм» Вуснам (англ. Samantha Jayne "Sam" Woosnam; род. 25 мая 1978 года, Милдьюра, Виктория, Австралия) — австралийская профессиональная баскетболистка, выступала в женской национальной баскетбольной лиге. Играла на позиции тяжёлого форварда. Трёхкратная чемпионка ЖНБЛ (1998, 2008, 2012).
В составе национальной сборной Австралии она завоевала серебряные медали чемпионате мира среди девушек до 19 лет 1997 года в Бразилии.

## Ранние годы
Сэм Вуснам родилась 25 мая 1978 года в городе Милдьюра (штат Виктория).